# Robert Reynolds (ginnasta)
Robert Wheadon Reynolds (Ancaster, 13 settembre 1881 – Royal Oak, 11 marzo 1955) è stato un ginnasta e multiplista statunitense.

## Carriera
Reynolds partecipò ai Giochi olimpici di Saint Louis 1904 nelle gare di triathlon e ginnastica. Giunse dodicesimo nel concorso a squadre, ottantesimo nel concorso generale individuale, diciassettesimo nel triathlon e centoduesimo nel concorso a tre eventi.